# L'Avenir ensemble
Pour les articles homonymes, voir L'Avenir.
L'Avenir ensemble (AE) est un parti politique de Nouvelle-Calédonie, classé au centre-droit de l'échiquier politique, formé officiellement lors de son congrès fondateur, le 28 août 2004 à Nouméa. Le 1er octobre 2004, le président du Congrès, Harold Martin, est élu à la tête de ce nouveau parti et les statuts définitifs sont adoptés le 6 novembre 2005, lors des deux premiers Congrès à Nouville (Nouméa). Le 30 septembre 2006, lors du 3e Congrès du parti, Harold Martin, seul candidat à sa succession, est réélu président du mouvement par 2 451 voix sur 2 587 votants, soit 94,7 % des votants et 60,9 % des adhérents. Le 5e Congrès du parti, le 21 juin 2008, a permis l'élection, dans un contexte de division, de Didier Leroux à la présidence du mouvement, avec 3 609 voix soit la quasi-totalité des votants, étant le seul candidat officiel. Il démissionne le 18 juillet 2009 après l'échec du parti aux élections provinciales du 10 mai précédent, Harold Martin reprenant la tête du mouvement.
À la suite d'un rapprochement avec le Rassemblement-UMP dès 2009, et la participation à une liste commune avec ce dernier baptisée « Front pour l'unité » (FPU) aux élections provinciales de 2014, le parti tombe en sommeil à partir de 2014. Plusieurs de ses figures sont alors mises à l'écart par Harold Martin (Pascal Vittori qui forme son propre parti, « Tous Calédoniens », avec des élus municipaux de « Brousse », Isabelle Ohlen...), et d'autres rejoignent directement le Rassemblement (Grégoire Bernut, Jean-Yves Maléjac...). Le 11 août 2015, Harold Martin, au titre de ce qui reste de l'Avenir ensemble, ainsi que plusieurs autres anciennes personnalités du mouvement (Didier Leroux, Pascal Vittori, Grégoire Bernut, Lionnel Brinon) signent la charte des valeurs communes visant à créer « Les Républicains de Nouvelle-Calédonie », coordination politique non-indépendantiste autour du Rassemblement et liée au nouveau grand parti de la droite métropolitaine, Les Républicains. En juillet 2017, il s'oppose à l'alliance contractée entre le Rassemblement et Calédonie ensemble pour participer à la création d'une nouvelle coalition appelée Les Républicains calédoniens. Celle-ci se transforme officiellement en parti politique le 7 décembre 2017, et L'Avenir ensemble se dissout pour se fondre dans cette nouvelle formation.

## Tendances du parti

### Composition lors de sa création

#### Dissidents récents duRPCR
- Marie-Noëlle Thémereau : ancienne vice-présidente RPCR du Congrès. Elle a démissionné de ses mandats en 2001 pour critiquer la main mise du RPCR et la prépondérance politique de la Province sud au détriment des autres échelons institutionnels sur le Territoire. Devenue en 2004 la no 1 de la liste Avenir ensemble et présidente du gouvernement de 2004 à sa démission en 2007. Incarne la tendance progressiste non-indépendantiste, a soutenu Lionel Jospin lors de l’élection présidentielle de 2002 mais a appelé à voter pour Nicolas Sarkozy lors de celle de 2007.
- Harold Martin : maire de Païta depuis 1995, a été exclu du RPCR dont il était l'un des poids lourds en 2003 parce qu'il avait maintenu sa propre liste aux municipales de 2001 contre le candidat officiel du parti. Devenu de 2004 à 2007 puis depuis 2009, le président du Congrès, il a été élu la même année président de l'Avenir ensemble, jusqu'en 2008. Il est de 2007 à 2009 président du gouvernement. Reste affilié à l'UMP et soutient notamment Nicolas Sarkozy.
- Philippe Gomès : maire de La Foa, a pris progressivement ses distances avec le RPCR et Jacques Lafleur par amitié pour Harold Martin, il rejoignit officiellement la liste Avenir ensemble fin mars 2004 et fut donc exclu du RPCR deux semaines avant les élections. Il est de 2004 à 2009 président de la Province sud. Il incarne avec Harold Martin l'électorat rural anti-indépendantiste.
- Réginald Bernut: ancien maire du Mont-Dore de 2001 à 2003, il a soutenu Harold Martin lorsque celui-ci a été exclu du RPCR en 2003, cette prise de position lui a valu à lui aussi une exclusion ainsi que son poste de maire. Il a été, de 2004 à 2007, 3e vice-président du Congrès.
- Éric Babin : fut élu à la Province Nord et au Congrès de 1995 à 1999 sous l'étiquette RPCR, il fut en 2004 le seul élu Avenir ensemble de Province Nord et fut membre des gouvernements Thémereau puis Martin chargé de l'Agriculture.
- Philippe Michel : a été lui aussi exclu du RPCR lorsqu'il a apporté son soutien à Harold Martin. Il est depuis 2004 2e vice-président de la Province sud et est un proche de Philippe Gomès.

#### L'Alliance
Issue de la fusion de plusieurs partis opposés à Jacques Lafleur, dont surtout de la première dissidence d'importance au RPCR, formée à la veille des élections de 1995 et baptisée « Une Nouvelle-Calédonie pour tous » (UNCT), l'Alliance est créée en 1998. Contrairement à ce qui est généralement cru, il ne s'agit pas de l'antenne locale de l'UDF : en effet, si son leader Didier Leroux est le représentant officiel de François Bayrou et du parti centriste (et donc maintenant du MoDem) sur le Territoire, beaucoup des membres de ce mouvement sont membres de l'Union pour un mouvement populaire (notamment Sonia Lagarde, la no 2 de cette formation). 
- Didier Leroux : président fondateur de l'UNCT puis de l'Alliance, représentant officiel de François Bayrou qu'il soutient lors de toutes les élections, il est depuis longtemps l'opposant anti-indépendantiste principal de Jacques Lafleur. Il a défendu le « non » au référendum sur l'accord de Nouméa en 1998 et a réussi à mettre pour la première fois Jacques Lafleur en ballottage lors des élections législatives de 2002. Il est de 2004 à 2007 membre du gouvernement Thémereau chargé des Affaires économiques et de la Fiscalité, puis candidat aux législatives de 2007 dans la 1re circonscription face à Philippe Gomès au sein de son propre parti, il ne passe pas le premier tour cette fois-ci. Il est de 2007 à 2009 président du groupe Avenir ensemble au Congrès.
- Sonia Lagarde : vice-présidente de l'UNCT puis de l'Alliance, elle est néanmoins profondément chiraquienne et n'est pas adhérente de l'UDF mais de l'UMP. Elle a mené en 2001 la liste « Nouméa, c'est capital(e) » formée pour contrer la liste RPCR de Jean Lèques en réunissant des membres de l'Alliance et du Mouvement pour la France (MPF) local de Claude Sarran. Elle est depuis 2004 vice-présidente de l'Assemblée de la Province sud.
- Jean-Pierre Aïfa : ancien membre de l'Union calédonienne (UC) des origines, avant son orientation vers l'indépendance, il n'a jamais été membre du RPCR et a pendant longtemps fait figure d'autonomiste indépendant mais non-indépendantiste. À la tête de la Fédération pour une nouvelle société calédonienne (FNSC) jusqu'en 1999 (mais qui n'est plus vraiment active en dehors de sa commune après 1989), il est maire de Bourail de 1977 à 2001 puis depuis 2008 et fut président de l'Assemblée Territoriale, l'ancêtre du Congrès, à plusieurs reprises.
- Bernard Marant : maire de Dumbéa de 1983 à 2008, lui aussi a été un dissident précoce du RPCR (dès 1989, pour s'opposer aux accords de Matignon, il a toutefois soutenu ensuite l'accord de Nouméa), il a dirigé de 1989 à 1999 le petit parti divers droite Calédonie Demain.
- Robert Frouin : maire de Koumac, la seule commune non indépendantiste de la Province Nord, de 1988 à 2008, il avait quitté le RPCR en 1995 pour fonder le mouvement Développer ensemble pour construire l'avenir (DECA) qui a présenté des listes dans le Nord aux élections provinciales de 1995 et de 1999.
- Sylvie Robineau : ancienne de la liste « Nouméa, c'est Capital(e) » des municipales de 2001, elle est présidente du groupe Avenir ensemble au Congrès de 2004 à 2007 puis membre du Gouvernement Martin de 2007 à 2009.
- Pascal Vittori : fidèle de Didier Leroux dont il fut le suppléant pour les législatives de 2007, il est comme lui membre de l'UDF mais rejoint après 2007 le Nouveau Centre de Hervé Morin plutôt que le MoDem de François Bayrou. Il est de 2007 à 2009 membre du gouvernement Martin.

#### Tous d'ici
« Tous d'ici » est un petit parti « accordiste » (plutôt que de se positionner clairement pour ou contre l'indépendance, prône une pleine réussite de l'accord de Nouméa, et donc de la construction d'un destin commun et d'une citoyenneté néo-calédonienne) créé pour les élections municipales de 2001 à Nouméa. Il avait alors monté une liste commune avec la Fédération des comités de coordination indépendantistes (FCCI) et obtenu une seule élue, la présidente de Tous d'ici Isabelle Ohlen. 
- Isabelle Ohlen, membre de « Génération calédonienne » puis de l'UNCT en 1995, de « Renouveau » en 1998 et finalement présidente fondatrice de « Citoyens pour construire » en 1999 et de « Tous d'ici » en 2001. Conseillère municipale de Nouméa de 2001 à 2008, elle est la 1re vice-présidente du Congrès de 2004 à 2007.

#### Des représentants syndicaux
- Alain Song : président de 1996 à 2004 de l'Union territoriale de la Confédération française de l'encadrement - Confédération générale des cadres UTCFE-CGC, représentant des syndicats de la fonction publique, il est de 2004 à 2007 membre du gouvernement Thémereau chargé de la Formation professionnelle, de l'Emploi et de la Fonction publique. Il a pendant longtemps été membre du RPCR.
- Alain Descombels : représentant syndical des petits patrons, ancien président de la Fédération des petites et moyennes entreprises (FPME). Ancien proche du RPCR, il s'en était éloigné lorsqu'il voulut, contre le candidat officiel du parti, briguer la présidence de la chambre de commerce et d'industrie. Il avait ensuite pris la tête en 2002 des opposants à la réforme de la CAFAT, la Sécurité sociale locale, qui portait sur la création du très impopulaire Régime unifié d'Assurance maladie et maternité (RUAMM). À l'approche des élections provinciales de 2004, il a créé son propre parti, l'éphémère Union pour une majorité démocratique en Calédonie (UMDC), avant de rejoindre l'Avenir ensemble. Il est de 2004 à 2009 président de Promosud, l'entreprise chargée de gérer les affaires économiques de la Province sud et est également vice-président du groupe Avenir ensemble au Congrès.

#### Une indépendantiste
- Christiane Gambey : indépendantiste issue du parti Libération kanak socialiste du grand chef de Maré Nidoïsh Naisseline, elle est pour l'ouverture néanmoins du monde kanak à la modernité. Elle est de 2004 à 2009 3e vice-présidente de l'Assemblée de la Province sud. Seule indépendantiste de l'Avenir ensemble, elle est de ce fait la seule à ne pas suivre le reste de son groupe et à choisir ainsi de ne pas respecter l'accord-cadre passé avec le Rassemblement-UMP en 2007. Elle vote ainsi blanc alors à la fois pour l'élection du président du Congrès pour ne pas apporter son soutien à Pierre Frogier, le leader du Rassemblement-UMP qui est élu avec les voix des deux grands partis anti-indépendantistes, et lors de la désignation du Sixième Gouvernement de Nouvelle-Calédonie le 6 août 2007 pour ne pas avoir à voter pour la liste commune RPCR-Avenir ensemble.

#### Issus de la société civile jusque-là apolitique
- Raymond Koteureu : Mélanésien anti-indépendantiste, il est surtout issu du milieu confessionnel, ayant été très actif au sein de l'enseignement chrétien calédonien.
- Monique Millet : institutrice jusque-là totalement retirée du monde politique.
- Anne-Marie Siakinuu : enseignante d'origine wallisienne, benjamine des élus Avenir ensemble, elle se bat pour une meilleure insertion des communautés wallisiennes dans la modernité et au sein du Destin commun. Elle est depuis 2004 présidente de la Commission permanente du Congrès.

### L'opposition Martin-Leroux/Gomès
Les élections législatives de 2007 ont fait naître les premières tensions et oppositions réelles au sein du parti. En effet, la décision du président de la Province Sud, Philippe Gomès, de se présenter à la primaire du mouvement pour désigner les candidats dans la 1re circonscription, à la suite d'un sondage qui le donnait en première position, alors que l'investiture semblait devoir revenir à Didier Leroux, au nom d'un accord tacite qui aurait été passé entre les dissidents RPCR (menés par Harold Martin) et les membres du parti Alliance (de Didier Leroux) au moment de la formation de l'Avenir ensemble. Finalement, Leroux décida de ne pas déposer sa candidature au conseil territorial de l'Avenir ensemble et donc de se présenter au scrutin sans l'investiture du parti, qui revient alors à Philippe Gomès, mais sous l'étiquette de l'UDF. Cette division dans la 1re circonscription est l'un des principaux facteurs de la défaite de l'Avenir ensemble, puisqu'aucun des deux hommes n'accèdent au second tour alors que leurs scores cumulés (10 539 voix, soit 28,44 %, contre les 11 445 obtenus par le candidat arrivé en tête, le RPCR Gaël Yanno, et les 5 846 seulement réunis par l'indépendantiste Charles Washetine) laissent présumer qu'un candidat unique aurait pu se qualifier.
Mais la défaite générale de l'Avenir ensemble sur l'ensemble du Territoire (Harold Martin, pourtant lui alors seul candidat du mouvement, n'ayant pas, lui non plus, été qualifiés pour le deuxième tour dans la 2e circonscription) fait naître aussi au fil du temps des divergences de vue entre les ténors du parti quant aux conséquences à en tirer. Certains, dont surtout Harold Martin, y voient en quelque sorte un vote sanction à l'encontre de la politique menée par le parti et surtout le souhait des électeurs de revenir à une logique d'opposition entre indépendantistes et anti-indépendantistes, et appellent donc à se recentrer sur des positions plus claires sur la question institutionnelle et à un rapprochement pragmatique avec le Rassemblement-UMP, l'adversaire d'hier mais grand vainqueur du scrutin. D'autres au contraire, menés par Philippe Gomès, souhaitent alors accélérer la politique engagée par le parti depuis 2004. Finalement, la logique d'Harold Martin d'alliance avec le RPCR, à travers un accord-cadre de majorité au Congrès et au Gouvernement, l'emporte : Pierre Frogier obtient la présidence de l'assemblée locale et Harold Martin celle du gouvernement. Toutefois, cela provoque l'apparition d'une deuxième opposition au sein du parti, entre deux hommes qui étaient pourtant présentés autrefois comme des amis sincères, Harold Martin et Philippe Gomès. En effet, si ce dernier a finalement soutenu l'accord-cadre, il reproche par la suite au président du gouvernement de trop céder au Rassemblement-UMP et de moins en moins favoriser le dialogue avec les indépendantistes, qualifiant notamment Harold Martin de « perroquet de Frogier ».
Si les ténors du parti tentent de conserver un semblant d'unité jusqu'aux élections municipales de mars 2008, les résultats médiocres de l'Avenir ensemble lors de ce scrutin (si elle retrouve Bourail, gagnée sur le RPCR qui l'avait emporté en 2001, et gagne Moindou sur le maire sortant FCCI qui était auparavant soutenu par le RPCR, elle perd Dumbéa, importante commune du Grand Nouméa, et ne réussit pas à déloger Jean Lèques à Nouméa tout en le forçant à concéder pour la première fois depuis son arrivée à la mairie un second tour de scrutin) font que la rupture est bientôt consommée. 
Tout d'abord, lors du conseil territorial du 12 avril 2008, Philippe Gomès pousse l'ancienne présidente du gouvernement et l'une des principaux partisans d'une gestion consensuelle de la Nouvelle-Calédonie, Marie-Noëlle Thémereau, à se présenter à l'élection du président du parti qui doit se tenir le 21 juin. En réponse, lors d'un autre conseil territorial, le 17 mai, Didier Leroux pose à son tour sa candidature, soutenu par Harold Martin qui de plus fait alors voter une résolution statuant que le congrès du 21 juin servirait tout à la fois à désigner le leader du mouvement et ses têtes de liste pour les provinciales de 2009. Philippe Gomès et ses partisans, essentiellement issus de l'Assemblée de la Province Sud dont notamment ses vice-présidents Philippe Michel ou Sonia Lagarde ou encore Marie-Noëlle Thémereau, y voient une trahison et posent alors un ultimatum : que les décisions du congrès territorial du 17 mai soient retirées ou bien ils boycotteront le congrès du 21 juin et formeront leurs propres listes pour le scrutin de 2009. 
Le camp Martin-Leroux maintient ses positions en présentant ses candidats à l'investiture comme têtes de liste du parti pour les provinciales (Harold Martin dans le Sud, Éric Babin, comme en 2004, dans le Nord et Egomë Bako, un inconnu proche de Didier Leroux, dans les Îles Loyauté) le 3 juin 2008. De leur côté, Philippe Gomès et Philippe Michel appellent au boycott du congrès du 21 juin et à ce que leurs partisans ne renouvellent pas leurs cotisations à l'Avenir ensemble, annonçant de fait leur dissidence. Le congrès a bien lieu à la date prévue, avec 1 000 personnes présentes et plus de 3 600 votants pour entériner les candidats de la tendance Martin-Leroux, tandis que dans le même temps Philippe Gomès et ses partisans avaient organisé à l'hôtel Kuendu Beach de Nouville à Nouméa, lieu de la création de l'Avenir ensemble, une fête parallèle qui a attiré environ 3000 personnes.
Depuis le renouvellement du bureau et des commissions intérieures du Congrès fin juillet 2008, les deux tendances siègent désormais dans deux groupes distincts : les partisans de Philippe Gomès au sein d'un groupe de 12 membres présidé par Philippe Michel et baptisé « Union pour un avenir ensemble », tandis que les 4 fidèles d'Harold Martin et Didier Leroux se sont alliés aux 2 élus du Mouvement calédonien français (MCF), petit parti anti-indépendantiste récemment créé par l'ancien leader du Front national local Guy George, au sein d'un intergroupe présidé par Didier Leroux. Christiane Gambey, qui condamne fortement cette fracture, siège comme non inscrite tout en restant membre du parti. 
Le 7 septembre 2008, la division est définitivement consommée puisque Philippe Gomès et ses partisans annoncent alors leur démission collective de l'Avenir ensemble, pour fonder le 11 octobre suivant un nouveau parti baptisé Calédonie ensemble.

## Positionnements du parti

### Philosophie
L'Avenir ensemble s'est dotée d'une charte dans laquelle il définit sa philosophie en matière d’action politique, à travers quatre principes :
- Républicanisme français : « Respecter la démocratie et défendre les valeurs républicaines » (liberté, égalité des chances, égalité des hommes et des femmes, dignité de la personne, solidarité, respect de l'état de droit, équité, ouverture aux autres).
- Progressisme : « Être ouvert à l’évolution de la société ».
- Démocratie participative : « Encourager la participation des acteurs sociaux » (syndicats et associations).
- Libéralisme politique : « Favoriser la liberté d’expression et de débat ».

### Objectifs fondamentaux
L'Avenir ensemble définit cinq objectifs fondamentaux à son action politique, à travers ce que le parti appelle son « projet de société » :
- « Mettre en œuvre l’accord de Nouméa conformément à son esprit et à sa lettre »,
- « Agir en faveur du consensus politique et du dialogue social, pour permettre la construction d’une véritable citoyenneté calédonienne seule susceptible de sceller le destin commun de toutes les communautés qui peuplent le pays »,
- « Promouvoir une plus grande justice sociale pour un développement économique durable de nos ressources naturelles au profit du plus grand nombre » (libéralisme, droits sociaux, environnementalisme),
- « Œuvrer pour le rayonnement de la Nouvelle-Calédonie dans la région » (identité, culture, francophone),
- « Consolider la place particulière de la Nouvelle-Calédonie au sein de la République » (anti-indépendantisme).

### Programmes

#### Les «75 propositions» de 2004
Lors des élections provinciales du 9 mai 2004, les listes Avenir ensemble ont résumé leur programme à travers « 75 propositions pour un destin commun » avec des mesures phares, notamment dans le domaine social, comme le passage du SMG à 120 000 Francs CFP (soit 1 005,6 €, contre 100 000 F CFP soit 838 € alors, ce qui est fait au 1er janvier 2007), l'instauration du PACS (son application à la Nouvelle-Calédonie étant acté en avril 2009 par l'Assemblée nationale), la généralisation des allocations familiales (à partir du 1er mai 2005), la création d'un observatoire de la condition féminine (par arrêté du 19 janvier 2006), l'inscription des lagons au patrimoine mondial (réalisé le 7 juillet 2008), une réforme de la fiscalité ou encore le passage à l'euro (ces deux sujets restant toujours en suspens en 2009). 

#### Programme «Pour moi, c'est oui» de 2009[14]
La liste Avenir ensemble-LMD en Province Sud établit un programme commun pour les élections provinciales du 10 mai 2009, avec :
- avenir institutionnel et sortie de l'accord de Nouméa : « Un référendum pour ou contre l’indépendance serait dangereux pour la paix et diviserait la population. Parce ce que nous sommes sérieux et responsables, nous désirons que tous les Calédoniens se retrouvent autour d’une solution négociée avec les indépendantistes ». Se prononce donc contre le « référendum couperet » (qualificatif donné à la proposition du Rassemblement-UMP pour un référendum dès 2014) et contre la « petite Nation dans la grande » (idée avancée par Calédonie ensemble).
- Environnement : « Construire un plan d'actions concrètes » avec :
  - « Faire évoluer les comportements (responsabilité et solidarité) » (sensibilisation et formation du public, contrôle des réglementations, « consommation responsable » et actions associatives),
  - « Renforcer la cohésion sociale et la solidarité » (aide aux projets solidaires tels les « entreprises citoyennes », le commerce équitable ou les associations, développement durable « au cœur du projet éducatif calédonien », rapprochement entre les générations, tarifs de loisirs et de transports adaptés à l'âge et aux moyens),
  - « Améliorer les conditions de la vie quotidienne » (formules alternatives de transports tels les ferry, le vélo ou le covoiturage, toutes les constructions publiques en HQE, remplacement des lampes à incandescence par celles fluorescentes d'ici 2012, développement des pompes à chaleur et chauffe-eaux solaires, tri sélectif généralisé et valorisé, diminution des déchets à la source),
  - « Protéger et valoriser notre environnement naturel et préserver notre climat » (adoption et respect du protocole de Kyōto et autres accords internationaux sur le climat, « politique énergétique volontariste », établissement public territorial pour coordonner les secours et la lutte contre les feux, création d'autres réserves naturelles dans les vallées de la Dumbéa et de la Tontouta, aides renforcées aux communes et particuliers en faveur de l'assainissement, contrôle renforcé aux frontières contre les espèces envahissantes, récupération des eaux pluviales pour les usages ne nécessitant pas une eau potable),
  - « Créer les conditions d’un développement économique durable et partagé » (tourisme vert, sylviculture et revégétalisation, certification bio calédonienne, soutien aux filières agricoles, aquacoles et d'élevage, conseils de l'eau par bassins versants généralisés, aides aux entreprises pour leur remise aux normes environnementales, commande publique utilisée comme levier),
  - « Évaluer les politiques publiques » (création d'un « outil d’analyse, d’évaluation et de suivi des actions menées en faveur du développement durable sur l’ensemble du territoire » présentant un rapport annuel).
- Culture : « pour contribuer à l’émergence d’une identité culturelle commune à tous les habitants » :
  - « Élaborer une politique culturelle coordonnée » (plus de moyens à la direction des Affaires culturelles créée en 2005),
  - « Développer la formation culturelle »,
  - « Répondre aux attentes culturelles des Calédoniens »,
  - « Se doter d’outils d’évaluation et d’indicateurs »,
  - « Aider au rayonnement de la culture » (par « des rendez-vous réguliers, sans cesse renouvelés et améliorés »),
  - « Développer la coopération régionale » (« Nouvelle-Calédonie comme pôle de ressources pour la formation, les enseignements artistiques et la francophonie dans la grande région du Pacifique »,
  - « Pour les artistes » (résidences d'artistes, plasticiens locaux valorisés par « une politique volontariste d’acquisitions », « 1 % d'artistique » dans les constructions publiques, aides à la création, statut pour les artistes),
  - « Pour le patrimoine » (permis de démolir et zone de protection architecturale dans le Grand Nouméa, « excellence architecturale » favorisée, collecte du patrimoine immatériel de toutes les communautés, nouveau musée territorial « avec l’histoire de la Nouvelle-Calédonie et celle de ses peuplements »),
  - « Pour l'industrie culturelle » (grande salle culturelle « de type Zénith », aides aux filières de la musique, du livre et de l’audiovisuel, réglementation de la profession de producteur de spectacle, taxes et charges fiscales réduites en faveur des biens culturels tels que les instruments, les disques ou livres, création de « réseaux de diffusion internationale »),
  - « Pour la formation » (programmes de formation pour tous les acteurs, professionnalisation généralisée dans tous les domaines, développement des « Master classes », formation renforcée des formateurs artistiques, décentralisation de l'enseignement musical, création d'une école d'art, ouverture d'un « cursus danse » au Conservatoire de musique),
  - « Pour la démocratisation et la décentralisation » (acquisition d'une scène mobile, place centrale au Chapitô, politique tarifaire adaptée, dimension culturelle donnée aux évènements populaires, « hors les murs » des structures développé, présence de l'art et de la culture à l'école),
  - « Pour le financement des projets » (budgets adaptés à « l'ambition des projets », soutien du mécénat, contrats de développement renouvelés, actions inter-collectivités fédérées).
- Jeunesse : « Rendre un jeune responsable et autonome » par le biais de « la mise en place d’une Direction de la Jeunesse à part entière » :
  - « Aider les jeunes à acquérir des valeurs, leur permettre de se rendre utiles » (« activités formatrices hors de l’école » notamment par le bénévolat, échanges locaux et internationaux, programme « Sac Ados Calédonie » pour un projet de vacances autonomes individuel ou en groupe avec tarifs réduits dans les transports),
  - « Accompagner les jeunes pour accéder à l’emploi » (soutien aux projets de jeunes réunis en association, préparation à l'« autonomie professionnelle » par la formation par alternance, les stages de vacances dans les services des collectivités publiques et les contrats jeunes en entreprises).
  - « Apprendre à vivre ensemble : devenir citoyen » (participation des jeunes à des actions d'intérêt général, échanges entre décideurs et jeunes pour « retrouver du lien social », systématisation d'une tarification « jeunes » dans les théâtres, cinémas ou concerts et construction de foyers de rencontres - jeunes),
  - « Rendre les jeunes responsables et autonomes » (création des « jobs étudiants » pour « aider les jeunes à se prendre en main et à acquérir leur autonomie financière », accès au logement facilité par un dispositif d'aide au logement ou à la caution locative et un réseau « logement chez l'habitant »).
- Formation professionnelle : « La formation professionnelle, une priorité pour l’emploi local » :
  - « Ouvrir des formations accessibles à tous » (développement des structures de préparation et de préformation, solutions de formation pour l’insertion des personnes en dehors du système, adaptations aux réalités géographiques et culturelles locales et en fonction des publics concernés, séjours des jeunes à l'extérieur de la Nouvelle-Calédonie encouragés, appui sur la Maison de la Nouvelle-Calédonie à Paris, création de structures d'hébergement pour les personnes en formation dans le Grand Nouméa, nouveaux relais de proximité d'information du public sur les métiers et formations, « modules portant sur l’attitude et les comportements au travail » créées dans toutes les formations),
  - « Favoriser l’accès des Calédoniens à la responsabilité » (formation des cadres calédoniens, gestion des carrières améliorée dans la fonction publique « pour favoriser les parcours conduisant à des postes à responsabilité », reconversion professionnelle favorisée, développement de la VAE),
  - « Répondre aux attentes des entreprises calédoniennes » (création de formations plus directement adaptées aux besoins des PME, meilleure orientation des étudiants, incitations fiscales à l’accueil des stagiaires en entreprise dans les filières prioritaires, préparation des stagiaires de formations aux entreprises avec les employeurs).
- Social : « Réduire les inégalités entre les Calédoniens » : 
  - « Pour les personnes âgées » (revenu minimum de 80 000 F CFP soit 670,4 € pour les plus de 65 ans, logements adaptés aux besoins avec possibilité d'une aide au loyer, construction de maisons de retraite et services à domicile, concertation avec les partenaires sociaux en matière de retraite, revalorisation des petites retraites de la CAFAT, équilibre financier à long terme de la CLR, retraite par répartition pour les travailleurs patentés et libéraux),
  - « Pour les jeunes parents... » (aide à la garde d'enfant en fonction des revenus, revalorisation des allocations de logement pour les familles nombreuses),
  - « et pour les autres » (défiscalisation recentrée sur le logement locatif social et l'accession à la propriété, création d'un fonds de garantie pour remplacer les cautions demandées aux locataires disposant de revenus modestes).
- Économie : « Le pouvoir d’achat et la lutte contre la vie chère » :
  - « Mieux partager les fruits de la croissance » (révision du texte sur l'intéressement des salariés aux bénéfices de l'entreprise pour le rendre « plus incitatif et d’une application plus facile », encouragement des entreprises à réinvestir localement leurs bénéfices dans certains « secteurs à développer » avec des mesures d'exonération fiscale),
  - « Privilégier la concertation » (recherche permanente du consensus entre partenaires économiques et sociaux, respect des textes ayant fait l'objet d'un accord entre eux),
  - « Asseoir une croissance économique durable » (redéfinition des « secteurs de développement prioritaires » tels l'agriculture, l'alimentaire, le bâtiment dont surtout le logement social, le développement touristique, la pêche ou la collecte des déchets, avec réorientation des aides publiques et exonérations fiscales pour le réinvestissement des bénéfices des entreprises dans ces secteurs, amélioration de la compétitivité par des aides à l'export dans les filières prioritaires, mise en place de l'euro avec un dispositif de contrôle des prix de détail),
  - « Lutter contre la vie chère » (objectif de 150 « écoproduits » obtenus par la négociation commerciale, modernisation de la fiscalité à l'importation avec une taxe unique à la consommation, prêt à taux zéro pour permettre aux jeunes couples des classes moyennes d’accéder à la propriété, réponse améliorée aux attentes des consommateurs par le discount, plafonds de marges bénéficiaires sur des produits de base dits de première nécessité dont les fruits et légumes, création d'un service de contrôle des prix, valorisation de la production agricole locale),
- Sport : « Plus de cohésion sociale avec le sport » 
  - « Favoriser l’édition 2011 des Jeux du Pacifique » (construction d'infrastructures, préparation des sportifs, élaboration et diffusion d'une « charte du fair-play »),
  - « Développer les classes sport études » (dans le secondaire public),
  - « Développer le sort à l'université »,
  - « Favoriser la participation des enseignants volontaires du primaire aux différentes disciplines sportives proposées aux scolaires »,
  - « Créer un centre de formation aux activités sportives avec hébergement » (Brevets d'État, fédéraux, formation des dirigeants sportifs et des arbitres),
  - « Établir un barème spécifique pour l’attribution d’aides financières pour les déplacements aux compétitions nationales ou régionales »,
  - « Instaurer des bourses spécifiques d’études pour les sportifs calédoniens » (admis à l'INSEP « ou dans des établissements sportifs décentralisés en Métropole »),
  - « Instaurer des bourses d’aides aux sportifs de haut niveau » (inscrits sur la liste du ministère des Sports),
  - « Assurer la prise en charge des certificats médicaux pour les licenciés sportifs de moins de 18 ans »,
  - « Des mesures qui font du sport un allié pour la formation, la réinsertion, la lutte contre toutes formes de délinquance » (création d’un pôle Espoir Banlieues et d’un passeport jeune permettant, organisation de « week-ends sport en famille » par les provinces en coopération avec les communes, aide aux formations des métiers du sport par la mise en place d'une structure locale de type CREPS, opération « savoir nager », promotion du sport handicap, initiation aux différentes disciplines par un livret des jeunes sportifs, strages sportifs adaptés pour les séniors, création des « trophées des collectivités » comme manifestations sportives interprovinciales, constitution d'un « musée du sport », fédération regroupant et développant « toutes les activités sportives en liaison avec la nature », accueil en Nouvelle-Calédonie de compétitions internationales ou de conférences régionales).
- Communication : « La pluralité d’expression et l’entrée de plain-pied dans l’ère numérique » :
  - « Améliorer la couverture numérique de l’ensemble du territoire » (accès au très haut débit généralisé à toute la population néo-calédonienne, refonte du code des Télécommunications et réflexion sur une autorité de régulation pour favoriser le développement du numérique et le lancement du LTE, plan de déploiement de la TNT gratuite avec un partenariat avec la Polynésie française pour partager la tête de réseau, possibilité de création de radios numériques),
  - « Faire de la Nouvelle-Calédonie un lieu attractif pour les sociétés des nouvelles technologies de l’information et de la communication (NTIC) et du numérique » (création d'un « village numérique » avec étude d'une zone franche et mise en place d'une filière universitaire spécifique),
  - « Moderniser nos services publics et améliorer leur productivité » (lutte contre l'isolement en favorisant l'emploi à domicile, consultation médicale à distance et mise en réseau des dispensaires, infrastructures numériques pour la recherche, connexion de toutes les classes d'écoles et développement des visioconférences universitaires, généralisation de la télédéclaration d'impôt, plan numérique commun avec la Polynésie française et Wallis-et-Futuna et lancement d'une vaste démarche de coopération régionale en la matière, promotion culturelle via le numérique par la mise en ligne des musées et bibliothèques, coopération avec les services de l'État, secteur de l’économie numérique créé au sein du Gouvernement pour organiser des « assises du numérique », promouvoir le « village numérique » auprès des entreprises internationales du secteur et mener une politique de délocalisation de l'administration),
- Sécurité : « Agir pour la sécurité » : par des « actions globales » et « concertées » :
  - « Prévention et répression » (aide aux structures associatives pour offrir aux enfants dès l’âge de 8 ans des activités collectives encadrées en dehors de l’école, mesures de suivi par des éducateurs spécialisés pour éviter la déscolarisation, mesures éducatives renforcées dès la première interpellation, comparution immédiate devant la justice pour tout passage à l’acte, TIG favorisé à la place des peines légères, nouvelles structures d’accueil de moyen et long séjours pour les jeunes délinquants récidivistes, formation d'adultes pour servir de relais urbains tels les médiateurs, coutumiers ou responsables de squats, lieux supplémentaires d’accueil pour les SDF, présence policière régulière à proximité des lieux de débit de boissons et de regroupements comme les nakamal, Détaxer les dispositifs d’alarmes domestiques),
  - « Lutte contre la drogue et l’alcool » (campagnes d’information intensifiées contre l’alcool et le cannabis en partenariat avec la gendarmerie et la police dans les enseignements secondaires et supérieurs, harmonisation des arrêtés d’interdiction de vente d’alcool sur l’ensemble du territoire, loi renforcée en matière de surveillance des débits de boissons alcoolisées tout particulièrement pour l'interdiction de la vente aux mineurs, application de la loi en matière d’état d’ivresse et de consommation d’alcool sur la voie publique, surveillance accrue des entrées d’établissements secondaires, dispositif d'accompagnement vers leur domicile des mineurs sous dépendance).
- Éducation : « Une jeunesse accompagnée et valorisée » :
  - « Prendre l’enfant dans sa globalité » (action prioritaire sur les transports scolaires, création d'« internats de la réussite », éducateurs spécialisés pour la prévention de la déscolarisation et de la délinquance),
  - « Garantir un socle commun du primaire au baccalauréat » (scolarité rendu obligatoire dès la grande section de maternelle, moins ou pas de fermeture des établissements en période d'examens, introduction du socle commun de connaissances et de compétences dans les programmes du primaire, stages de remises à niveau pendant les vacances scolaires, soutien à l'enseignement privé),
  - « Développer des parcours diversifiés et adaptés » (filières professionnelles et technologiques adaptées aux besoins, formation en alternance favorisée, ouverture du monde scolaire à la société civile et aux entreprises),
  - « Rendre le système scolaire souple et valorisant » (« journées pédagogiques » pour faire participer les élèves à des activités sportives, artistiques ou de prévention, avec des intervenants extérieurs, rééquilibrage en faveur du privé doté d'un statut néo-calédonien pour arriver à une parité et une carte scolaire commune avec le public),
  - « Construire l’éducation avec les parents » (guide et formations destinés aux parents pour les aider à comprendre et à mieux participer au système éducatif, charte sur la place des parents et des Associations de parents d'élèves, désignation d'un médiateur familial pour chaque école, carnets d'évaluation simplifiés et rendus plus lisibles),
  - « Accompagner après le bac » (nouvelles filières BTS adaptées aux besoins et plus forte capacité d'accueil dans les filières existantes, suivi social et médical « véritable » à l'université, création d'un statut de l'étudiant avec cartes, avantages et liens avec la Métropole, pôle de logement privatif individuel rendu accessible et logement d'étudiants chez les personnes âgées, dispositifs d'orientation et d'attribution des bourses pour les études supérieures selon les besoins),
  - « Reconnaître les enseignants et développer leurs compétences » (brigade de titulaires qualifiés pour les remplacements de longue durée dans le primaire, points spécifiques dans le barème pour l'avancement des enseignants en ZEP, possibilité aux enseignants d'accéder à d'autres métiers, rôle valorisé et renforcé des directeurs d'école, métier et statut des enseignants spécialisés valorisés, recrutement supplémentaire de personnels administratifs, financement de la formation et de la titularisation des maîtres auxiliaires du secondaire, politique d'augmentation des enseignants du cadre territorial dans le secondaire, concours nationaux décentralisés pour le recrutement de ces derniers).
- Routes :
  - « Un réseau routier moderne et sécurisé » (lancement immédiat d'un plan de 35 milliards de francs pacifique pour les mesures d'urgences et de sécurité sur la RT 1 soit la suppression des « points noirs accidentogènes » avec la rectification des tracés dangereux, aménagement de carrefours, rénovation des zones dégradées et pérennisation des autres ; puis engagement de 265 milliards de francs pacifique sur le reste du réseau pour la sécurisation des zones de dépassement à intervalles réguliers, le contournement des villages, suppression ou sécurisation avec modernisation des carrefours et ouvrages d'art, installation d'aires de repos aménagées),
  - « Nouméa : fluidifier les entrées de ville » (suppression des ronds-points remplacés par des autoponts, avec priorité au carrefour Berthelot dit Mageco, augmentation du nombre d'accès à la ville, voie directe Ducos-Koutio via un îlot artificiel dans la baie de Dumbéa, liaison Kaméré-Gadji par remblai, pont ou liaison maritime, extension de la Savexpress en 2x2 voies jusqu'à l'aéroport international de La Tontouta, extension de la VDE jusqu'au pont de La Coulée, liaison VDO-VDE, déplacement de la gare de péage de la Savexpress de Koutio au pont sur la Dumbéa)
- Transferts de compétences : « Une Nouvelle-Calédonie préparée à exercer ses responsabilités » :
  - « Même si des points restent à approfondir, ce dialogue a permis de trouver des solutions » (soutien aux modalités décidées au VIIe Comité des signataires du 8 décembre 2008),
  - « Nous ne ferons aucune concession sur la qualité de l’enseignement et nous resterons vigilants sur le respect des engagements pris par l’État » (diplômes nationaux délivrés par l'État, garanties statutaires des personnels et de leurs qualifications, moyens financiers « à la hauteur des enjeux »),
  - « Des transferts pour construire un projet éducatif » (installation d'un « observatoire de l'éducation » en juin 2009, expertise indépendante de l'état du système éducatif néo-calédonien remis au Congrès en juillet 2009, adoption d'une charte de l'éducation et d'un projet éducatif en 2010).
- Agriculture : « Soutenir le développement rural » :
  - « Permettre aux agriculteurs et aux éleveurs de vivre de leur terre » (baux longue durée des terres domaniales, préservation des terres agricoles, aide à l'installation des jeunes agriculteurs, aide à la valorisation des terres coutumières, salaire minimum agricole au niveau du SMIG, alignement des minimums retraites de l'agriculture aux autres régimes, grands programmes de sylviculture et de reboisement, statut de l'agriculteur professionnel mis en place avec la Chambre d'agriculture, meilleure cohérence des aides et actions des établissements publics et des collectivités, réforme des statuts des organismes publics comme l'OCEF),

- - « Répondre aux attentes des consommateurs » (réglementation des prix, développement et diversification des productions agricoles en quantité et qualité, aboutissement de la réforme des produits phytosanitaires à usages agricoles, labellisation ou certification bio),
  - « Redonner confiance dans la filière agricole » (amélioration du fonctionnement et de l'efficacité des filières, pratiques respectueuses de l'environnement et compatibles avec la notion de développement durable, marchés de proximité pour un contact direct entre producteurs et consommateurs, moratoire sur l'utilisation éventuelle des OGM, production agricole soutenue par des campagnes « Qualité »),
  - « Innover pour relancer les vocations » (soutien à l'agritourisme, aux productions innovantes telles les cultures hydroponiques, inventaire des pratiques agricoles néo-calédoniennes),
  - « L’agriculture doit se moderniser pour mieux orienter la production vers la demande et proposer des produits de qualité et compétitifs en termes de prix » (partenariats et participations entre agriculteurs et professionnels de la distribution, plan de mises en place de productions maraîchères et horticoles « sous serres », aides à l'emploi saisonnier, accompagnement technique et scientifique en faveur des produits « à forte valeur ajoutée » et l'abandon des « productions en vrac et de première gamme », création de groupements d'agriculteurs pour l'achat de matériel ou de semences, organisation de la filière fruits et légumes, meilleur protection des sols en limitant l'impact et l'usage de produits phytosanitaires, faveur donné aux surface cultivées en bio, sollicitation des aides de l'Union européenne, encouragement des grandes surfaces commerciales à accueillir régulièrement des marchés des communes rurales pour une vente directe de leurs produits agricoles aux consommateurs, aide aux secteurs en difficultés comme la pêche, relance de l'intérêt des jeunes pour les formations agricoles notamment par des stages à l'étranger, organisation d'« Assises de l'Agriculture »).
- Santé : « Une offre de soins équitable et solidaire » : 
  - « Une médecine de proximité » (formation des équipes médicales et de prévention de terrain à la prise en compte des spécificités locales, création d'un nouvel hôpital à Koné, modernisation de ceux de Koumac et Poindimié, regroupement des trois cliniques privées de Nouméa),
  - « Compétences humaines » (équipes mobiles composées d'agents de prévention, de médecins et d'infirmiers, approche culturelle de la maladie prise en compte dans la formation initiale et continue des personnels de santé, formation du corps médical à travers d'informations ciblées, moyens humains et financiers donnés à ces équipes pour l'établissement durable auprès des populations « qui en ont le plus besoin »),
  - « Redonner aux dispensaires leur place centrale dans le développement de la médecine de proximité » (modernisation des équipements des dispensaires, augmentation et fidélisation des équipes de permanents, renforcement du partenariat technique et humain avec les hôpitaux, organisation du travail des équipes mobiles),
  - « Un effort accru de dépistage et de prévention des maladies » (multiplication et intensification des campagnes sur les conduites à risques comme l'alcool ou le cannabis ou sur le diabète et l’obésité).

### Prises de positions particulières
- Débat sur le corps électoral (2005-2007) : bien que se déclarant favorable au principe « une personne, une voix » du suffrage universel, et donc théoriquement hostile à la notion de gel du corps électoral aux seuls résidents d'avant 1998 pour les provinciales, l'Avenir ensemble estime que l'application de ce dernier entre dans le cadre de la parole donnée aux indépendantistes. Harold Martin affirme en effet qu'il aurait été promis au Comité des signataires de 2003 par Jacques Lafleur (qui dément cette information) à la délégation du FLNKS[15],[16].
- Usine du Sud (2004-2008) : au départ sceptique, voire très critique quant à l'établissement d'une usine d'Inco dans le Grand Sud, l'Avenir ensemble a obtenu une redéfinition du projet, notamment sur les normes environnementales en 2008, et depuis soutient sa réalisation.
- Usine du Nord : l'Avenir ensemble est favorable à ce que ce projet continue à être confié à la Société minière du Sud Pacifique (SMSP, fondée dans les années 1990 pour favoriser le rééquilibrage au niveau du nickel en faveur de la Province Nord et notamment de sa population mélanésienne) et à ses alliés, le canadien Falconbridge puis le suisse Xstrata, malgré les retards pris dans la construction de l'usine.
- « Entente républicaine » (alliance des anti-indépendantistes, depuis 2009) : durant la campagne des élections provinciales du 10 mai 2009, Harold Martin est l'un des premiers membres de la famille anti-indépendantiste à appeler à un rapprochement des différentes forces rivales de cette dernière. Craignant un éparpillement de l'électorat loyaliste du fait de la division du camp anti-indépendantiste et en brandissant le spectre d'une « situation à la Polynésienne » (faute de majorité stable, dix gouvernements se sont succédé depuis 2004 en Polynésie française) et d'un basculement du Congrès dans les mains des indépendantistes minoritaires, il défend ainsi l'accord-cadre signé avec Rassemblement-UMP en 2007[17], met en avant le fait que sa liste est la seule à réunir deux signataires de l'Accord de Nouméa (lui et Simon Loueckhote) et plusieurs partis, et lance, quatre jours avant le scrutin, un appel en faveur d'un « pacte de stabilité » qui serait établi après les élections entre toutes les formations favorables au maintien de la Nouvelle-Calédonie dans la République sur la base du « refus de toute coalition avec les indépendantistes », mais aussi « le respect de l’accord de Nouméa et la garantie de dialogue avec le partenaire indépendantiste » ainsi que l'ouverture des discussions « une nouvelle solution négociée et partagée entre les Calédoniens » sous l'égide du président de la République Nicolas Sarkozy à l'occasion de sa visite programmée dans l'archipel en juillet 2009[18]. Cette idée est reprise par Frogier après le scrutin sous le nom de « Rassemblement républicain » qui serait basé sur un « accord de gouvernement », depuis appelé « Entente républicaine »[19]. Il aboutit à un partage des institutions : à Pierre Frogier du Rassemblement-UMP, arrivé en tête, la présidence de la Province Sud, à Philippe Gomès de Calédonie ensemble, qui a obtenu le deuxième score, celle du gouvernement, et Harold Martin de l'Avenir ensemble celle du Congrès. Le parti se rapproche par la suite surtout du Rassemblement et de Pierre Frogier et entretient des relations très conflictuelles avec Calédonie ensemble. Lorsque Frogier propose en octobre 2009 de transformer l'« Entente républicaine » en une « nouvelle force politique » (notamment pour discuter avec les indépendantistes de cette issue institutionnelle) et d'étendre le « modèle néo-calédonien » à l'ensemble de l'outre-mer français[20], Harold Martin et l'Avenir ensemble (sauf Didier Leroux, qui quitte alors le parti tout en restant associé à son groupe au Congrès) soutiennent activement cette démarche, estimant dans un communiqué de presse être « sur la même longueur d'onde » que le Rassemblement-UMP et favorable au fait de « renforcer l'action de l'entente républicaine », et que « la clé de la sortie de l'accord, c'est bien la question des compétences régaliennes, et je salue Pierre Frogier de l'avoir dit en clair »[21]. Après la chute du gouvernement le 17 février 2011 du fait de la démission collective des membres de la liste FLNKS tendance UC qui accusent Philippe Gomès de ne pas respecter la collégialité au sein de l'exécutif et son mouvement Calédonie ensemble d'aller à l'encontre du vœu sur les deux drapeaux (quatre communes, dont deux contrôlées par Calédonie ensemble et une troisième proche de ce parti, à savoir La Foa, Moindou et Bourail, mais aussi Maré dirigée par le LKS), l'Avenir ensemble et le Rassemblement-UMP soutiennent la démarche de la formation indépendantiste ou la trouve tout du moins logique. Harold Martin affirme ainsi dans un entretien paru dans le quotidien local Les Nouvelles calédoniennes le 25 février 2011 : « Philippe Gomès est seul responsable de ce qui lui arrive. Il représente dix élus sur cinquante-quatre et, à ce titre, doit sa nomination à la présidence du gouvernement à l’entente républicaine qui avait été conclue. Or, il s’est comporté comme un président majoritaire. Il a torpillé cette entente à plusieurs reprises. En s’opposant au choix des deux drapeaux, il a cherché les ennuis d’abord avec Pierre Frogier, mais surtout avec l’Union calédonienne. Entre-temps, il avait tenté de me débarquer de la présidence du Congrès[22], et les deux vice-présidents qui le représentent à la Province Sud n’ont pas voté le budget 2011. [...] Il était donc inéluctable que son gouvernement soit démis ». Et concernant la menace de Philippe Gomès de provoquer des démissions en chaînes des futurs gouvernements pour pousser l'État à dissoudre le Congrès et provoquer de nouvelles élections, il estime que : « Le Congrès ne peut être dissous que par décret motivé en conseil des ministres, c’est-à-dire par Nicolas Sarkozy. Et à la seule condition qu’il soit empêché de fonctionner. Le Congrès continuera de fonctionner », et que : « C’est la crise d’un homme pour un poste. J’observe que c’est la première fois que ça arrive, et je pense que ça tient au fait que Philippe Gomès n’est signataire ni des accords de Matignon ni de celui de Nouméa. Les signataires ont toujours fini par s’entendre »[23]. Par la suite, lors des élections des exécutifs suivants les 3, 17 mars et 1er avril 2011, l'Avenir ensemble forment des listes communes avec le Rassemblement-UMP et le LMD contre celles de Calédonie ensemble : Harold Martin, qui les mène à chaque fois, devient ainsi le nouveau président du gouvernement. Et, pour l'élection de son successeur à la présidence du Congrès, les deux formations anti-indépendantistes maintenus dans la logique de l'« Entente républicaine » permettent l'accession au perchoir de l'indépendantiste Rock Wamytan.
- Deux drapeaux (depuis 2010) : l'Avenir ensemble soutient la proposition du président du Rassemblement-UMP Pierre Frogier faite au début du mois de février 2010 d'associer le drapeau tricolore au drapeau Kanaky, non comme acceptation de ce dernier comme l'un des signes identitaires prévus par l'Accord de Nouméa, avec pour condition que les indépendantistes « doivent lever toute ambiguïté et nous l’apporter comme un signe identitaire, un symbole culturel, débarrassé des violences dont il est entaché » afin de « représenter cette part de la Nouvelle-Calédonie mélanésienne et océanienne indissociable de son identité européenne et française » et « ainsi, en additionnant nos deux légitimités, nous aurons fait un nouveau pas les uns vers les autres »[24]. Harold Martin y voit en effet un élément favorable à l'engagement sous des conditions favorables des négociations pour l'avenir institutionnel avec les indépendantistes, déclarant : « Il sera toujours temps de trouver un drapeau plus consensuel. L’important, c’est qu’aujourd’hui, un geste fort soit fait qui permette d’engager le processus de négociations »[25]. Le VIIIe Comité des signataires réunis à Paris le 24 juin 2010 donne son aval à cette idée, malgré la franche opposition de Calédonie ensemble et le scepticisme de l'UNI et du LKS, et, le 13 juillet suivant, les élus du Congrès ont émis « le vœu de voir flotter ensemble le drapeau tricolore et celui des indépendantistes sur les édifices publics de Nouvelle-Calédonie »[26]. N'ayant pas force de loi, ce texte permet toutefois de donner une reconnaissance officielle à l'utilisation conjointe des deux drapeaux.

## Élus

### AuGouvernement de la Nouvelle-Calédonie
L'Avenir ensemble dispose de 4 des 11 membres dans le Gouvernement Thémereau de 2004 à 2007 : 
- Marie-Noëlle Thémereau: présidente du gouvernement, chargée du secteur des Affaires sociales et de la Solidarité. À la suite de l'échec des candidats de l'Avenir ensemble aux élections législatives de 2007, elle a annoncé prendre des vacances pour 2 mois avant d'annoncer sa démission le 23 juillet 2007.
- Didier Leroux: membre du gouvernement chargé du secteur de l'Économie, de la Fiscalité, du Développement durable, des Mines, des Transports aériens et des Communications. À la suite de son échec aux législatives de 2007 au cours desquelles il a dû affronter dans son propre camp le président de l'Assemblée de la Province Sud, Philippe Gomès, il a annoncé que sa démission du gouvernement serait déposée « dans les prochaines semaines, le temps que les problèmes liés à mon remplacement puissent être réglés et la continuité du service public assurée ». Cette démission, si Marie-Noëlle Thémereau n'avait pas démissionné et donc si le gouvernement n'avait pas chuté, ne devait n'entraîner que l'entrée au gouvernement du suivant de la liste Avenir ensemble pour la formation du gouvernement, à savoir Bernard Nénou, qui fut déjà pendant un temps membre de l'éphémère premier gouvernement Thémereau le 10 juin 2004.
- Alain Song: membre du gouvernement chargé du secteur de la Formation professionnelle, de l'Emploi et de la Fonction publique.
- Éric Babin: membre du gouvernement chargé du secteur de l'Agriculture et de la Pêche.

Dans le Gouvernement Martin élu le 6 août 2007, il fait liste commune avec le Rassemblement-UMP, son ennemi d'hier, et obtient encore 4 élus sur 11 mais, étant donné la démission collective des membres indépendantistes, aucun d'eux ne reçoit de secteur de compétence, devant se contenter de gérer les affaires courantes jusqu'à la formation du nouvel exécutif le 21 août. Il s'agit sinon de:
- Harold Martin: élu président de ce gouvernement « provisoire » le 7 août.
- Éric Babin
- Sylvie Robineau
- Pascal Vittori

Le Gouvernement Martin II est élu le 21 août 2007, faisant toujours liste commune avec le Rassemblement-UMP. L'Avenir ensemble maintient alors sa présence au sein du gouvernement avec 4 membres sur 11 qui, après la scission de 2008, sont tous restés fidèles à la direction officielle du parti emmenée par Didier Leroux et Harold Martin : 
- Harold Martin: élu président du gouvernement le 21 août, chargé du secteur des Mines et de la Fiscalité
- Sylvie Robineau: membre du Gouvernement, chargée du secteur de la Santé, des Affaires sociales, de la Solidarité et du Handicap
- Éric Babin: membre du Gouvernement, chargé du secteur de l'Agriculture, de la Pêche et du Développement durable
- Pascal Vittori: membre du Gouvernement, chargé du secteur du Budget et des Finances, également chargé du suivi de la Communication audiovisuelle ainsi que des relations avec le Conseil économique et social et le Congrès

En revanche, le Gouvernement Gomès élu le 5 juin 2009 ne comporte, parmi ses 7 membres anti-indépendantistes issus d'une liste commune Calédonie ensemble-Rassemblement-UMP-LMD-Avenir ensemble, aucun représentant du parti de Didier Leroux et Harold Martin. Toutefois, Simon Loueckhote, du LMD et allié depuis les élections provinciales du 10 mai 2009 avec l'Avenir ensemble, y est présent. Il chute le 17 février 2011. 
Le gouvernement Martin III est élu le 3 mars 2011 (mais démissionnaire de fait le jour même), avec une liste commune entre les groupes Avenir ensemble-LMD et Rassemblement-UMP qui obtient 4 des 11 sièges à pourvoir, dont 2 pour l'Avenir ensemble :
- Harold Martin : élu président du gouvernement dès le 3 mars 2011, chargé à partir du 11 mars suivant du transport aérien international, des douanes, de l'agriculture, de l'élevage et de la pêche, ainsi que des questions liées aux relations extérieures et à la coopération régionale, à la coordination de la politique du gouvernement avec les Provinces et du suivi des décisions du Comité des signataires,
- Sylvie Robineau : membre du gouvernement, chargée à partir du 11 mars de la formation professionnelle, de la santé, de la protection sociale, du handicap, de la solidarité et du suivi du Médipôle de Koutio.

Le gouvernement Martin IV est élu le 17 mars 2011 et également démissionnaire le jour même. La liste est encore une fois commune entre les groupes Avenir ensemble-LMD et Rassemblement-UMP, mais obtient 3 voix de moins que le 3 mars du fait de la défection d'une élue de l'Avenir ensemble (Corine David) et des deux membres du LMD pour les candidats de Calédonie ensemble. Par conséquent, la liste Martin (et plus particulièrement l'Avenir ensemble) obtient un siège de moins que dans le précédent exécutif. Elle dispose ainsi de 3 des 11 membres, dont 1 pour l'Avenir ensemble, à savoir Harold Martin qui est reconduit à la présidence le jour même et dans ses secteurs d'animation et de contrôle le 22 mars 2011.
Pour la désignation du gouvernement Martin V le 1er avril 2011, la même liste Avenir ensemble-LMD et Rassemblement-UMP est reconduite et retrouve la voix de l'élu LMD Simon Loueckhote. Par conséquent, elle revient à 4 membres de l'exécutif sur 11 membres, dont 2 pour l'Avenir ensemble :
- Harold Martin : réélu président du gouvernement le 1er avril 2011 et reconduit le 6 avril suivant dans les mêmes secteurs d'animation et de contrôle (à quoi s'ajoute la coordination des transferts de compétences) que précédemment,
- Sylvie Robineau : membre du gouvernement, chargée à partir du 6 avril de la formation professionnelle, de la santé, de la protection sociale, du handicap, de la solidarité et du suivi du Médipôle de Koutio.

Le même scénario se reproduit pour l'élection du gouvernement Martin VI, qui est le premier en trois mois à n'être pas démissionnaire de fait immédiatement après sa composition, le 10 juin 2011, avec la même liste Avenir ensemble-LMD et Rassemblement-UMP qui fait le plein de ses 18 voix. Elle reste donc à 4 membres de l'exécutif sur 11 membres, dont 2 pour l'Avenir ensemble :
- Harold Martin : réélu président du gouvernement le 10 juin 2011,
- Sylvie Robineau : membre du gouvernement.

### Au Congrès

#### 2004-2008
Le groupe Avenir ensemble, présidé de 2004 à 2007 par Sylvie Robineau puis, à la suite de l'entrée de cette dernière au gouvernement en août 2007, par Didier Leroux, comportait initialement 16 membres sur 54 à la suite des élections provinciales de 2004 (au cours desquelles l'Avenir ensemble a obtenu 22,25 % des suffrages sur l'ensemble du Territoire, se positionnant alors comme la deuxième force politique derrière le RPCR). En 2004, une élue du Rassemblement-UMP, Suzie Vigouroux, a quitté son parti pour siéger comme indépendante tout en apportant son vote à l'Avenir ensemble. Elle a finalisé ce soutien en 2007 en s'inscrivant alors finalement au sein du groupe Avenir ensemble qui comporte désormais 17 membres. L'ancien président du Congrès de 2004 à 2007, Harold Martin, ainsi que la présidente de la Commission permanente, Anne-Marie Siakinuu, sont issus de ses rangs. Sinon, au Congrès, bien qu'ayant refusé à l'origine, sous l'impulsion de Marie-Noëlle Thémereau, toute coalition politique de 2004 à 2007, l'Avenir ensemble a alors traditionnellement été alliée à l'élu LKS indépendantiste des Îles Loyautés Nidoïsh Naisseline et avec l'ancienne élue RPCR Suzie Vigouroux, tandis que le Front national local a tendance à voter occasionnellement avec le parti au pouvoir. À la suite des élections de 2007, le nouveau président Nicolas Sarkozy s'est attaché à réconcilier Pierre Frogier et Harold Martin qui ont alors engagé leurs formations respectives dans une négociation assez longue et tendue qui a toutefois abouti à un accord de majorité anti-indépendantiste.

#### 2008-2009
En 2008, les partisans de Philippe Gomès (soit 12 élus sur 17) forment un groupe distinct, « Union pour un avenir ensemble », et démissionnent collectivement de l'Avenir ensemble pour fonder leur propre parti. Ainsi, l'Avenir ensemble n'a donc plus désormais que 5 élus sur les 17 qu'elles possédaient auparavant, 4 d'entre eux étant de la tendance Martin-Leroux et siégeant dans un intergroupe avec les 2 élus du MCF de Guy George, et Christiane Gambey, qui a refusé de trancher en faveur de l'un des deux camps, qui siège comme non inscrite. 

#### Depuis 2009
Après l'élection du 10 mai 2009, l'Avenir ensemble possède 5 élus sur 54 au Congrès, tous provenant de la Province Sud et associés à l'unique élu dans cette institution du LMD, Simon Loueckhote. À la suite du départ de ce dernier le 5 juin 2009 pour le gouvernement de Philippe Gomès, il est remplacé par son suivant de liste, Pascal Vittori, membre de l'Avenir ensemble. Le parti dispose donc à partir de cette date de 6 élus sur 54 (5 après la démission de Didier Leroux en octobre 2009, jusqu'au retour de Simon Loueckhote après son départ du gouvernement le 3 mars 2011. 
Du 22 mai 2009 au 3 mars 2011, dans le cadre du « pacte de stabilité » ou « rassemblement républicain » formé par les principaux partis anti-indépendantistes, l'Avenir ensemble contrôle la présidence du Congrès (Harold Martin), une des huit vice-présidences (la 5e en la personne d'Isabelle Ohlen) et un des deux postes de questeur (Corine David). Le 29 octobre 2009, Didier Leroux quitte le parti mais reste au sein du groupe politique afin que celui-ci continue à conserver le quorum minimal de membres pour exister. Depuis le retour de Simon Loueckhote le 3 mars 2011, la représentation de l'Avenir ensemble au Congrès n'est plus donc que de 4 élus. Puis Corine David, qui a soutenu Calédonie ensemble pour l'élection du gouvernement le 17 mars 2011, démissionne le lendemain du parti et de son groupe politique. À partir de cette date, l'Avenir ensemble ne dispose donc plus que de 3 élus : Isabelle Ohlen, Sylvie Robineau (qui retourne de plus au gouvernement le 1er avril 2011) et Pascal Vittori, alliés à Didier Leroux et au LMD de Simon Loueckhote et Pascale Doniguian-Panchou. N'étant plus que 5, ils ne peuvent plus constituer de groupe politique.

### Dans les assemblées de Province

#### 2004-2009

##### Province Sud
Avec 33,8 % aux élections de 2004 et 19 élus sur 40, l'Avenir ensemble est alors le premier parti de la Province Sud. Il dispose de la présidence de l'Assemblée de Province, en la personne de Philippe Gomès, et des trois vice-présidences : Sonia Lagarde, Philippe Michel et Christiane Gambey. À la suite du ralliement définitif à l'Avenir ensemble en 2007 de Suzie Vigouroux (dissidente du Rassemblement-UMP qui votait déjà avec l'Avenir ensemble depuis fin 2004), le groupe dispose désormais presque de la majorité absolue avec 20 élus sur 40.
Mais après la démission du parti de la tendance Gomès, il ne reste plus que 4 élus toujours membres de l'Avenir ensemble, dont 3 (Didier Leroux, Isabelle Ohlen et Reine-Marie Chenot) partisans de la ligne Martin-Leroux, et une indépendante, Christiane Gambey. 

##### Province Nord
L'Avenir ensemble n'a obtenu que 8,53 % des suffrages et 1 siège (Éric Babin, remplacé depuis son entrée au gouvernement par Armande Duraisin) en Province Nord. 

##### Îles Loyauté
L'Avenir ensemble n'avait pas présenté de liste aux Îles, par conséquent le parti n'y a pas d'élu.

#### Province Sud uniquement (depuis 2009)
Après le 10 mai 2009, la liste Avenir ensemble-LMD dispose de 8 élus à l'Assemblée de Province, dont initialement 6 Avenir ensemble et 2 LMD. Ayant appelé à un « pacte de stabilité » entre les différents partis loyalistes pour éviter une instabilité institutionnelle ou l'arrivée au pouvoir des indépendantistes, il apporte alors, au même titre que Calédonie ensemble, son soutien à Pierre Frogier, arrivé en tête dans la Province avec le Rassemblement-UMP, pour prendre la présidence de l'Assemblée. Toutefois, il n'obtient aucune des trois vice-présidences qui reviennent au Rassemblement-UMP (première) et à Calédonie ensemble (seconde et troisième). Après le départ de Simon Loueckhote le 5 juin 2009 pour le gouvernement de Philippe Gomès, il est remplacé à l'Assemblée de Province par son suivant de liste, Alésio Saliga, militant de l'Avenir ensemble qui dispose donc désormais de 7 conseillers provinciaux sur 40. Ce nombre est de nouveau ramené à 6 après le départ de Didier Leroux en octobre, puis à 5 après le retour de Simon Loueckhote qui quitte le gouvernement le 3 mars 2011 et à 4 avec la démission de Corine David le 18 mars 2011.

### Communes
Lors de la mandature municipale de 2001-2008, à la suite de sa formation en 2004 et à des élections anticipées à Thio en 2005, l'Avenir ensemble contrôlait 5 communes sur les 33 que compte la Nouvelle-Calédonie, presque toutes en Province Sud à l'exception de Koumac, seule commune anti-indépendantiste de Province Nord:
- Dumbéa: Bernard Marant, maire depuis 1983 (élu auparavant sous les couleurs du RPCR jusqu'en 1989, puis de Calédonie Demain de 1989 à 1999 et enfin de l'Alliance à partir de 1999), réélu (avec l'Alliance) en 2001 (26 sièges sur 33).
- Koumac: Robert Frouin, maire depuis 1989 (élu auparavant d'abord RPCR de 1989 à 1995, puis DECA de 1995 à 1999 et enfin Alliance à partir de 1999), réélu (avec une liste d'ouverture) en 2001 (11 sièges sur 23).
- La Foa: Philippe Gomès, maire depuis 1989 (élu auparavant RPCR), réélu (avec le RPCR) en 2001 (20 sièges sur 23).
- Païta: Harold Martin, maire depuis 1995 (élu auparavant RPCR), réélu (comme dissident RPCR) en 2001 (24 sièges sur 29).
- Thio: Thierry Song, maire depuis 2005 à la suite d'élections anticipées, il a réussi à enlever alors aux indépendantistes, et notamment à l'UC, l'un de leurs bastions traditionnels (10 sièges sur 23).
- Nouméa: diverses listes d'oppositions municipales sont réunies autour de l'Avenir ensemble, à savoir les anciennes listes: Nouméa c'est Capital« e » (Alliance, MPF et société civile) de Sonia Lagarde (trois sièges) et la liste Tous d'ici d'Isabelle Ohlen (1 siège), soit un total de quatre conseillers municipaux sur 49.

À la suite des élections municipales de 2008, l'Avenir ensemble conserve 4 de ses 5 communes (Koumac avec un maire élu sans étiquette mais issu de la majorité sortante et proche de l'Avenir ensemble, La Foa, Païta et Thio grâce au soutien au conseil municipal du Rassemblement-UMP), en perd une d'importance, à savoir Dumbéa, mais en gagne deux : Bourail et Moindou. Finalement, le parti sort de ces municipales avec 7 communes sur 33 :
- Bourail : Jean-Pierre Aïfa, déjà maire de 1977 à 2001 (élu auparavant sous les couleurs de l'UC en 1977, puis de la FNSC jusqu'en 1999 et enfin de l'Alliance), battu en 2001 mais réélu en 2008 (20 sièges sur 27).
- Koumac : Wilfried Weiss, élu avec une liste sans étiquette, a obtenu le fauteuil de maire avec le soutien des élus FLNKS (10 sièges sur 23).
- La Foa : Corine Voisin (14 sièges sur 23), fidèle de Philippe Gomès qui n'est donc plus membre de l'Avenir ensemble depuis le 6 septembre 2008.
- Moindou : Léon Peyronnet (5 sièges sur 15).
- Boulouparis : Pascal Vittori pour la première fois mène la liste « Boulouparis autrement » avec le soutien de l'Avenir Ensemble, il arrive en seconde position avec 22,33 % des voix et (4 sièges sur 19).
- Païta: Harold Martin, réélu (27 sièges sur 33).
- Pouembout: Robert Courtot (4 sièges sur 15).
- Thio: Thierry Song, réélu maire avec les 4 voix du Rassemblement-UMP (9 sièges sur 23).
- À Nouméa, la liste « Changer, c'est capital"e" » conduite à nouveau par Sonia Lagarde arrive en seconde position au 1er (24,74 %) et au second tour (33,11 %) et obtient 9 sièges sur 53.

Mais la séparation de l'Avenir ensemble entre les fidèles du parti et le mouvement dissident Calédonie ensemble de Philippe Gomès a compliqué cette donne. Ainsi, désormais seul Harold Martin peut être clairement identifié comme maire à la tête d'une majorité Avenir ensemble à Païta. À côté de cela, Wilfried Weiss à Koumac, Léon Peyronnet à Moindou et Robert Courtot à Pouembout, quoique clairement membres jusque-là de l'Avenir ensemble, ont été élus à partir de listes d'entente communale se voulant apolitiques et dirigent des majorités souvent hétéroclites. Depuis, Léon Peyronnet a rejoint la direction de Calédonie ensemble, à l'instar des maires de Thio (Thierry Song) et de La Foa (Corine Voisin) ainsi que la chef du principal groupe d'opposition municipal à Nouméa (Sonia Lagarde) qui sont tous les trois des membres fondateurs de ce nouveau parti. Enfin, Jean-Pierre Aïfa n'a pas encore clairement identifié son choix entre l'une ou l'autre de ces deux tendances, mais sa majorité communale est représentée dans la direction collégiale de Calédonie ensemble par son adjoint Patrick Robelin.

## Positions en vue des échéances nationales et provinciales

### Présidentielle de 2007
Soutien des candidatures de :
- Nicolas Sarkozy: par Harold Martin et une grande majorité du mouvement, notamment ceux issus auparavant du RPCR (Marie-Noëlle Thémereau, Philippe Gomès), mais aussi Sonia Lagarde (chiraquienne de longue date) ou Bernard Marant au sein des ex-Alliance. Dans l'optique de créer un comité de soutien calédonien au président de l'UMP, Harold Martin et Pierre Frogier se sont rencontrés à Paris, en marge des assises UMP pour l'Outre-Mer, afin de voir comment les deux partis anti-indépendantistes ennemis peuvent s'entendre pour un soutien commun au même candidat. Cette tentative de réconciliation n'a donné lieu à aucune suite.
- François Bayrou: par Didier Leroux qui, bien que membre de l'Avenir ensemble, continue à être le délégué régional de l'UDF et, aujourd'hui, du MoDem.

### Législatives de 2007
Selon les statuts du parti, tout adhérent pouvait faire acte de candidature en réunissant sur son nom 100 parrainages de militants et 20 parrainages de membres du Conseil territorial, représentants au moins 10 comités locaux (de tribu, de village ou de quartier). Le dépôt de candidature fut clos le 16 mars 2007 à 17h et fut examiné par le comité des fondateurs pour s'assurer de leur validité le 17 mars. Ensuite, les candidatures jugées valables furent présentées au vote des militants en assemblée générale le 31 mars 2007. Une seule candidature ayant été déposée pour chacune des circonscriptions, le résultat des primaires ne fut donc pas une surprise. 

#### 1recirconscription(Nouméa, îles Loyauté, île des Pins)
Philippe Gomès, président de l'Assemblée de la Province Sud depuis 2004 et maire de La Foa, dissident du Rassemblement-UMP, sarkozyste et ami personnel d'Harold Martin, est le seul à avoir déposé sa candidature aux primaires du parti. Plusieurs sondages lui ont donné alors un certain avantage (ce qui l'a poussé d'ailleurs à se présenter), pourtant il n'arrive lors du 1er tour le 10 juin 2007 qu'en 4e position (avec 14,1 % des suffrages exprimés) derrière le candidat du Rassemblement-UMP Gaël Yanno, l'indépendantiste Charles Pidjot et Didier Leroux, lui aussi Avenir ensemble. 
Didier Leroux, le « super ministre » de l'Économie dans le gouvernement calédonien, ancien président de l'Alliance et représentant officiel de François Bayrou et de l'UDF-MoDem en Nouvelle-Calédonie depuis 1998, était candidat pour les législatives dans cette circonscription depuis la fin 2006, avec l'investiture du parti centriste métropolitain. Mais, après l'annonce de la candidature de Philippe Gomès, il n'a pas voulu briguer le suffrage des militants de l'Avenir ensemble et s'est présenté hors parti, estimant alors que l'accord tacite établi lors de la formation de l'Avenir ensemble visant à maintenir l'égalité entre les différentes composantes du mouvement (à savoir partisans de l'UMP et de l'UDF, et au-delà de cela entre les dissidents récents du RPCR et les membres de l'Alliance) n'était plus respecté. Il fut déjà candidat en 1997 mais fut alors battu, Jacques Lafleur étant alors élu dès le 1er tour, et réussit à mettre ce dernier en ballotage en 2002 en obtenant 3749 voix (15,09 % des suffrages, contre 49,81 % à Jacques Lafleur) au 1er tour et 10 059 suffrages et 44,26 % des voix contre 55,74 % au député sortant en 2002. S'il était élu, il siégerait au sein du groupe UDF. En 2007, il est arrivé en troisième position au 1er tour des législatives le 10 juin avec 14,35 % des voix, devant Philippe Gomès. Beaucoup de ses partisans estiment alors que, si le président de la Province Sud, Didier Leroux aurait réussi à être présent au second tour. Arithmétiquement en effet, en faisant la somme des résultats des deux candidats Avenir ensemble, cela aurait donné un score d'environ 10 500 voix soit 28,5 % à peu près, soit toujours moins que les 30,9 % de Gaël Yanno mais largement plus que les 15,8 % de l'indépendantiste Charles Washetine. Toutefois, à un mois de la présidentielle, il est permis de se demander si tous les électeurs de Philippe Gomès (membre de l'UMP) auraient alors choisi de voter pour l'UDF-MoDem Didier Leroux ou si au contraire Gaël Yanno, candidat officiel de l'UMP, n'aurait pas plus profité de l'« effet Sarkozy ». Quoi qu'il en soit, à la suite de cet échec, Didier Leroux a annoncé qu'il démissionnerait sous peu de son poste de membre du gouvernement, sans préciser toutefois de son avenir au sein de l'Avenir ensemble. 

#### 2ecirconscription
Harold Martin, président du parti et du Congrès, sarkozyste déclaré, fut le seul candidat à la primaire de l'Avenir ensemble pour la seconde circonscription et n'y a affronté aucun autre candidat dissident de son propre parti, contrairement à ce qui s'est passé dans la 1re. En tant que maire de Païta, on le considère généralement comme le représentant des éleveurs et des "broussards" au sein de la scène politique calédonienne. Il a affronté le député sortant Pierre Frogier, son ancien « frère ennemi » avec lequel il partageait le « titre » de « dauphin de Jacques Lafleur » au sein du RPCR avant qu'il ne soit exclu de ce parti. Il est arrivé au 1er tour le 10 juin 2007, avec 8 729 voix et 22,4 % des suffrages, en troisième position derrière Pierre Frogier et l'indépendantiste Charles Pidjot. Il a appelé à voter, en tant que président de l'Avenir ensemble, pour les deux candidats anti-indépendantistes restants dans les deux circonscriptions, Gaël Yanno et Pierre Frogier, pour le second tour.

### Provinciales de 2009
Le parti, et donc la tendance Martin-Leroux, a déjà désigné, le 21 juin 2008, ses têtes de liste dans les trois provinces en vue des élections provinciales du 10 mai 2009 de 2009. Tous ont mené des listes d'union avec d'autres partis : 
- Province Sud : Harold Martin avec le LMD du sénateur Simon Loueckhote et le Mouvement calédonien français. 16,33 % des suffrages exprimés et 8 élus à l'Assemblée de Province (6 Avenir ensemble et 2 LMD) et 6 au Congrès (5 Avenir ensemble et 1 LMD).
- Province Nord : Éric Babin avec les indépendantistes modérés du LKS. 6,53 % des suffrages exprimés (4,33 % des inscrits), et aucun élu.
- Province des îles Loyauté : Egomë Bako dans une tentative d'union anti-indépendantiste pour éviter l'éparpillement des voix, avec Calédonie ensemble et le RPC, mais sans le LMD et le Rassemblement-UMP qui ont formé des listes à part. 1,16 % des suffrages exprimés et aucun élu.

### Sénatoriales de 2011
L'Avenir ensemble décide de ne pas présenter de candidats et de soutenir ceux du Rassemblement-UMP, Pierre Frogier et Hilarion Vendégou, par ailleurs investis par la majorité présidentielle. Ils sont élus au second tour de scrutin. 

### Présidentielle de 2012
Le conseil territorial de l'Avenir ensemble, lors de sa réunion du 13 mars 2012, décide de soutenir la candidature de Nicolas Sarkozy à l'élection présidentielle. En effet, les dirigeants du parti sont tous militants nationalement de l'UMP ou du Nouveau Centre, tous deux engagés derrière le président sortant.

### Législatives de 2012
Comme pour les sénatoriales ou la présidentielle, l'Avenir ensemble s'associe au Rassemblement-UMP pour les élections législatives de 2012. Armande Duraisin, 1re adjointe au maire de Koumac et membre du parti, est choisie comme candidate suppléante d'Éric Gay dans la seconde.